# Alain Leguellec
Alain Leguellec – francuski kierowca wyścigowy.

## Kariera
W 1962 roku rozpoczął ściganie się Lotusem 18 w klasie Formuły 3. Zajął wówczas między innymi dziewiąte miejsce w wyścigu Prix de Paris. W 1963 roku wziął udział w mistrzostwach Francuskiej Formuły Junior. Najlepszym jego rezultatem w tamtym sezonie było czwarte miejsce w Prix de Paris. Wystartował wówczas również za granicą – w Monako, RFN, Wielkiej Brytanii i we Włoszech. Najlepszym jego występem we Francji był wyścig Coupe de Paris, w którym uzyskał pole position i szóste miejsce. Wziął udział w pojedynczych zawodach w NRD i we Włoszech.
Po 1964 roku zarzucił rywalizację w Formule 3, koncentrując się na wyścigach długodystansowych. Efektem tego był angaż w fabrycznym zespole Alpine i start w 1967 roku w wyścigach takich jak 1000 km Spa, 12h Reims czy 1000 km Paris. Przede wszystkim jednak w latach 1967–1969 w barwach zespołu Ecurie Savin-Calberson wystąpił w wyścigu 24h Le Mans. W 1967 roku wraz z Andrém de Cortanze zajął dziesiąte miejsce w wyścigu, a rok później razem z Alainem Serpaggim był dziewiąty.
W 1967 roku Leguellec wystąpił jako Jean-Pierre Vaillant w serialu Les aventures de Michel Vaillant.

## Wyniki
| Legenda oznaczeń w tabelach wyników Wyświetl szablon na nowej stronie | Legenda oznaczeń w tabelach wyników Wyświetl szablon na nowej stronie                                                                     |
| Oznaczenie                                                            | Wyjaśnienie |
| --------------------------------------------------------------------- | --- |
| Złoty                                                                 | Zwycięzca lub mistrzostwo |
| Srebrny                                                               | 2. miejsce lub wicemistrzostwo |
| Brązowy                                                               | 3. miejsce lub II wicemistrzostwo |
| Zielony                                                               | Ukończył, punktował (w klasyfikacji generalnej, gdy zdobył co najmniej jeden punkt na przestrzeni sezonu, poza trzema powyższymi opcjami) |
| Niebieski                                                             | Ukończył, nie punktował (w klasyfikacji generalnej, gdy nie zdobył co najmniej jednego punktu na przestrzeni sezonu)                      |
| Czerwony                                                              | Nie zakwalifikował się (NZ) |
| Czerwony                                                              | Nie prekwalifikował się (NPK) |
| Różowy                                                                | Nie ukończył (NU) |
| Różowy                                                                | Niesklasyfikowany (NS) (w klasyfikacji generalnej, gdy nie został sklasyfikowany w żadnym wyścigu sezonu)                                 |
| Czarny                                                                | Zdyskwalifikowany (DK) |
| Czarny                                                                | Wykluczony (WYK/EX) |
| Biały                                                                 | Nie wystartował (NW) |
| Biały                                                                 | Kontuzjowany (K/INJ) |
| Biały                                                                 | Wyścig odwołany (OD/C) |
| Bez koloru                                                            | Został wycofany (WYC/WD) |
| Bez koloru                                                            | Nie przybył (NP/DNA) |
| Bez koloru                                                            | Nie brał udziału w treningach (NT/DNP) |
| Bez koloru                                                            | Nie został zgłoszony (–) |
| Pogrubienie                                                           | Start z pole position |
| Kursywa                                                               | Najszybsze okrążenie wyścigu |
| †                                                                     | Nie ukończył, ale jego rezultat został zaliczony ze względu na przejechanie więcej niż 90% dystansu wyścigu.                              |
| *                                                                     | Sezon w trakcie |
| 1/2/3                                                                 | Punktowana pozycja w sprincie kwalifikacyjnym                                                                                             |
| Lista systemów punktacji Formuły 1                                    | |

### Francuska Formuła 3
W latach 1960–1963 mistrzostwa rozgrywano według przepisów Formuły Junior.
| Rok  | Zespół                       | Samochód   | Silnik | Wyniki w poszczególnych eliminacjach | Wyniki w poszczególnych eliminacjach | Wyniki w poszczególnych eliminacjach | Wyniki w poszczególnych eliminacjach | Wyniki w poszczególnych eliminacjach | Wyniki w poszczególnych eliminacjach | Wyniki w poszczególnych eliminacjach | Wyniki w poszczególnych eliminacjach | Wyniki w poszczególnych eliminacjach | Wyniki w poszczególnych eliminacjach | Wyniki w poszczególnych eliminacjach | Wyniki w poszczególnych eliminacjach | Wyniki w poszczególnych eliminacjach | Wyniki w poszczególnych eliminacjach | Pkt. | Msc. |
| ---- | ---------------------------- | ---------- | ------ | ------------------------------------ | ------------------------------------ | ------------------------------------ | ------------------------------------ | ------------------------------------ | ------------------------------------ | ------------------------------------ | ------------------------------------ | ------------------------------------ | ------------------------------------ | ------------------------------------ | ------------------------------------ | ------------------------------------ | ------------------------------------ | ---- | ---- |
| 1963 |                              |            |        | Francja                              | Francja                              | Francja                              | Francja                              | Francja                              | Francja                              | Francja                              | Francja                              | Francja                              |                                      |                                      |                                      |                                      |                                      | ?    | ?    |
| 1963 | Annuaire du Sport Automobile | Lotus 22   | Ford   | 4                                    | -                                    | NU                                   | NU                                   | 11                                   | -                                    | -                                    | 7                                    | 7                                    |                                      |                                      |                                      |                                      |                                      | ?    | ?    |
| 1964 |                              |            |        | Francja                              | Francja                              | Francja                              | Francja                              | Francja                              | Francja                              | Francja                              | Francja                              | Francja                              | Francja                              | Francja                              | Francja                              | Francja                              | Francja                              | ?    | ?    |
| 1964 | Alain Leguellec              | Lotus 22   | Ford   | -                                    | NU                                   | NS                                   | -                                    | -                                    | NS                                   | 10                                   | 8                                    | NU                                   | -                                    | NU                                   | 6                                    | -                                    | -                                    | ?    | ?    |
| 1964 | Alain Leguellec              | Merlyn Mk7 | Ford   | -                                    | -                                    | -                                    | -                                    | -                                    | -                                    | -                                    | -                                    | -                                    | -                                    | -                                    | -                                    | NU                                   | -                                    | ?    | ?    |

### Wschodnioniemiecka Formuła 3
| Rok  | Zespół          | Samochód | Silnik | Wyniki w poszczególnych eliminacjach | Wyniki w poszczególnych eliminacjach | Wyniki w poszczególnych eliminacjach | Wyniki w poszczególnych eliminacjach | Wyniki w poszczególnych eliminacjach | Wyniki w poszczególnych eliminacjach | Pkt. | Msc. |
| ---- | --------------- | -------- | ------ | ------------------------------------ | ------------------------------------ | ------------------------------------ | ------------------------------------ | ------------------------------------ | ------------------------------------ | ---- | ---- |
| 1964 |                 |          |        |                                      |                                      |                                      |                                      |                                      |                                      | 0    | NS   |
| 1964 | Alain Leguellec | Lotus 22 | Ford   | 2                                    | -                                    | -                                    | -                                    | -                                    | -                                    | 0    | NS   |

### 24h Le Mans
| Rok  | Zespół                 | Partnerzy         | Samochód    | Klasa | Okr. | Msc. | Msc. klas. |
| ---- | ---------------------- | ----------------- | ----------- | ----- | ---- | ---- | ---------- |
| 1966 | Guy Mismaque           | Michel Dagorne    | Mismaque    | P     |      | EX   | EX         |
| 1967 | Ecurie Savin-Calberson | André de Cortanze | Alpine A210 | P1300 | 318  | 10   | 2          |
| 1968 | Ecurie Savin-Calberson | Alain Serpaggi    | Alpine A210 | P2000 | 289  | 9    | 4          |
| 1969 | Ecurie Savin-Calberson | Bernard Tramont   | Alpine A210 | P1600 | 1    | NU   | NU         |